# Hoja de ruta (Perú)
La Hoja de Ruta, oficialmente denominado como Lineamientos de política económica y social para un gobierno de concertación nacional, fue un documento redactado durante la campaña presidencial de Ollanta Humala para las elecciones generales de Perú de 2011.

## Historia
Durante la primera vuelta de la campaña presidencial para las elecciones del 2011, Gana Perú, de Ollanta Humala, hizo campaña con un plan de gobierno denominado como "La Gran Transformación". Dicho plan de gobierno proclamaba el "abandon[o de ] la dictadura del modelo neoliberal plasmado en el capítulo económico del texto de 1993" y el cambio de la constitución. El equipo detrás de la elaboración del plan de gobierno, y el mismo plan, era considerado como radical en el aspecto económico.
Luego de la primera vuelta, durante la segunda vuelta, se elaboró la denominada "Hoja de Ruta", en reemplazo de "La Gran Transformación". Como parte de ello, Humala se desmarcó del equipo considerado como radical aliándose con posiciones más moderadas, que era liderado por Salomón Lerner, coordinador de campaña del partido. De esta forma, se elaboró la "Hoja de Ruta" sin entrar en contradicción con el Acuerdo Nacional ya que se consideró que el acuerdo era la "hoja de ruta" del país. El equipo que elaboró la "Hoja de Ruta" estuvo conformado por Lerner, Kurt Burneo, Humberto Campodónico, Santiago Roca, Óscar Dancourt Masías, Carlos Herrera Descalzi, Daniel Schydlowsky Rosenberg, Félix Jiménez, Germán Alarco, Jaime Delgado, Luis Alberto Arias, Luis Sierralta, Miguel Ángel Martin y Javier Iguíñiz Echeverría. Paralelamente, el proceso fue acompañado de asesores contratados del Partido de los Trabajadores de Brasil, quienes elaboraron estrategias electorales para mover a Humala hacia el centro político y presentarlo como una opción moderada.
Tras la finalización del documento, la "Hoja de Ruta" fue presentado en una conferencia de prensa  el 13 de mayo del 2011. Durante su presentación, Humala declaró que la "Hoja de Ruta" no significaba el abandono de las ideas "primigenias" del partido. A pesar de ello, algunos militantes del partido, como Verónika Mendoza, protestaron de forma interna contra la "Hoja de Ruta".
Después de la victoria de Humala en las elecciones, el consejo de ministros, liderado por Lerner, aprobó un Pacto Ético Ministerial para cumplir los puntos establecidos en la "Hoja de Ruta".